# Staw śrubowy
Staw śrubowy, staw ślimakowy (łac. articulatio cochlearis) – rodzaj stawu zaliczany do stawów jednoosiowych. Ruch obrotowy wokół osi pionowej łączy się w nim z równoczesnym ruchem posuwistym wzdłuż tej osi – podobnie jak przy wkręcaniu śruby. Przykładem stawu śrubowego jest staw szczytowo-obrotowy u człowieka.